# Andalusien
Andalusien (spanisch Andalucía [andaluˈθi.a], andalusisch regional auch [andaluˈsi.a]) ist die südlichste der 17 autonomen Gemeinschaften Spaniens auf dem europäischen Festland. Andalusien grenzt im Norden an Kastilien-La Mancha und an die Extremadura, im Osten an Murcia, im Süden an das Mittelmeer, das britische Überseegebiet Gibraltar und den Atlantischen Ozean sowie im Westen an Portugal. Die Hauptstadt Andalusiens ist Sevilla. Der Hauptsitz des Obersten Gerichtshofs von Andalusien befindet sich in Granada.
Mit 8.619.616 Einwohnern ist Andalusien die bevölkerungsreichste autonome Gemeinschaft Spaniens und flächenmäßig mit 87.268 km² die zweitgrößte.
Die bedeutendsten Naturräume Andalusiens sind die südliche Abdachung der Sierra Morena, das Becken des Guadalquivir und die Betische Kordillere, zu der die Sierra Nevada gehört. Der Campo de Gibraltar, mit dem Felsen von Gibraltar bildet den südlichsten Teil des europäischen Festlandes. Bei Tarifa, der südlichsten Stadt, liegen Europa und Afrika nur 14 Kilometer voneinander entfernt, getrennt durch die Straße von Gibraltar.
Andalusien war in der Vergangenheit oft umkämpft. Es kam daher zu vielfältigen kulturellen Einflüssen, wie zum Beispiel durch die Araber oder die Römer.
Bekannt ist die Region auch durch ihre Musik, insbesondere den Flamenco.

## Provinzen
Andalusien ist in acht Provinzen mit insgesamt 783 Gemeinden (municipios) unterteilt:
| Flagge                     | Provinz           | Hauptstadt        | Cod INE           | Anzahl Comarcas | Anzahl Gerichts- bezirke | Anzahl Gemeinden | Einwohner (2024) | Fläche (km²) | Dichte (Einw./km²) |
| -------------------------- | ----------------- | ----------------- | ----------------- | --------------- | ------------------------ | ---------------- | ---------------- | ------------ | ------------------ |
| Flagge der Provinz Almería | Almería           | Almería           | 04000             | 7               | 8                        | 103              | 763,030          | 8.773,01     | 87                 |
| Flagge der Provinz Cádiz   | Cádiz             | Cádiz             | 11000             | 6               | 14                       | 45               | 1,254,291        | 7.439,76     | 169                |
| Flagge der Provinz Córdoba | Córdoba           | Córdoba           | 14000             | 8               | 12                       | 77               | 772,152          | 13.772,01    | 56                 |
| Flagge der Provinz Granada | Granada           | Granada           | 18000             | 10              | 9                        | 174              | 937,135          | 12.645,39    | 74                 |
| Flagge der Provinz Huelva  | Huelva            | Huelva            | 21000             | 6               | 6                        | 80               | 533,448          | 10.127,42    | 53                 |
| Flagge der Provinz Jaén    | Jaén              | Jaén              | 23000             | 10              | 10                       | 97               | 618,678          | 13.486,04    | 46                 |
| Flagge der Provinz Málaga  | Málaga            | Málaga            | 29000             | 9               | 11                       | 103              | 1,773,136        | 7.307,73     | 243                |
| Flagge der Provinz Sevilla | Sevilla           | Sevilla           | 41000             | 9               | 15                       | 106              | 1,967,746        | 14.036,13    | 140                |
| Gesamt Andalusien          | Gesamt Andalusien | Gesamt Andalusien | Gesamt Andalusien | 65              | 85                       | 785              | 8,619,616        | 87.587,49    | 98                 |

|  |  |

Neben den gleichnamigen Provinzhauptstädten zählen Jerez de la Frontera und Ronda zu den bekanntesten Städten der Region.
Am dichtesten besiedelt sind das Tal des Guadalquivir und der Küstenstreifen südlich der Sierra Nevada.

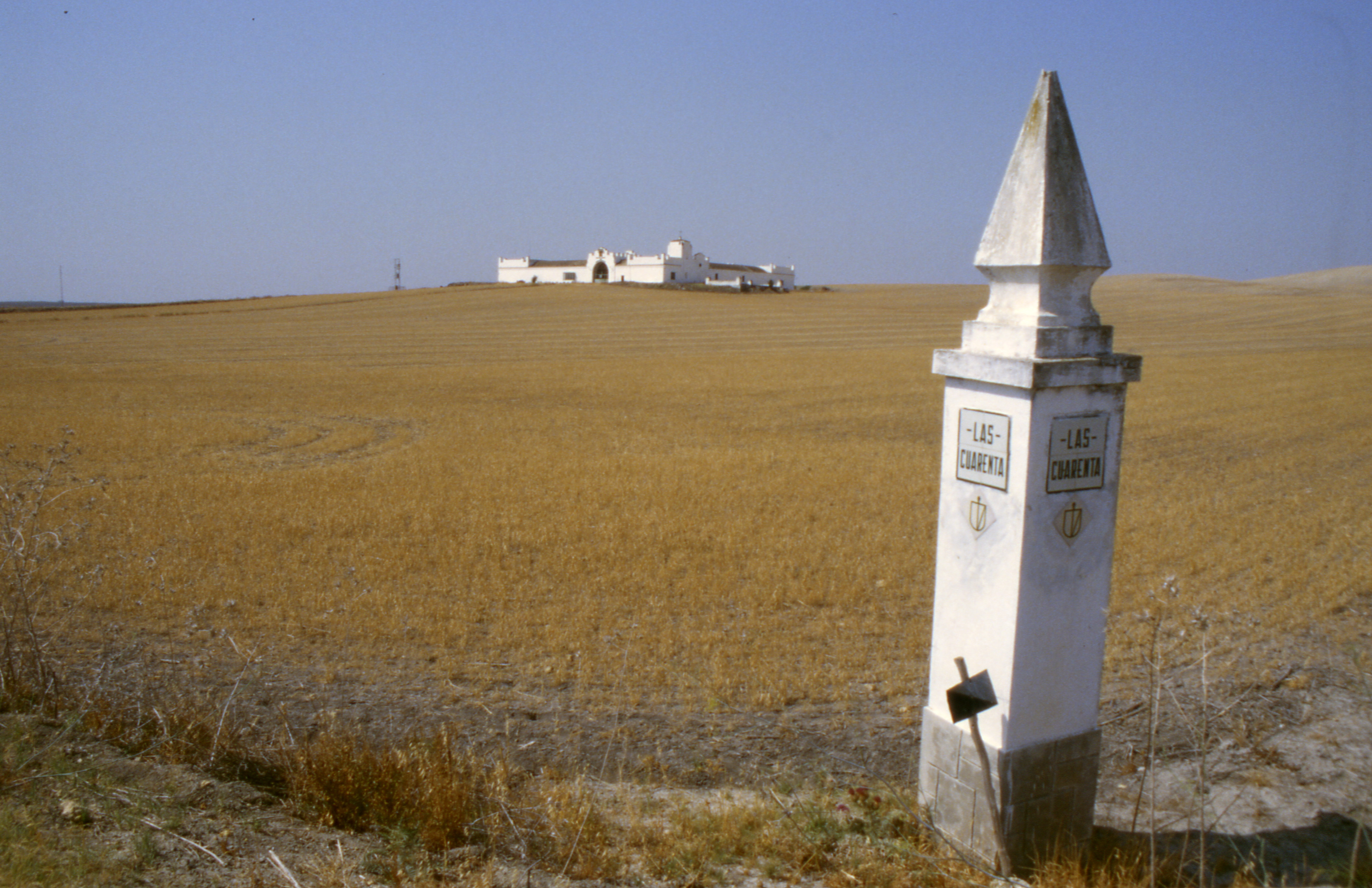
Landschaft bei Carmona in Andalusien

## Herkunft des Namens
Die zu Beginn des 8. Jahrhunderts eingefallenen Mauren gaben der Provinz den arabischen Namen al-Andalus (الأندلس). Daraus ging der Name Andalusien (spanisch Andalucía) hervor. Zu seiner Herkunft gibt es verschiedene Deutungen. Sicher ist nur, dass der Name al-Andalus als Bezeichnung für den gesamten maurischen Herrschaftsbereich auf der iberischen Halbinsel erstmals um 715/717 auf einer bilingualen Münze auftaucht.
Eine populäre, oft dem Orientalisten Reinhart Dozy zugeschriebene, aber schon lange vor dem 19. Jahrhundert bezeugte Legende, die Historiker kaum mehr vertreten, führt das arabische al-Andalus auf den Namen der Vandalen zurück, die im Zuge der Völkerwanderung im 5. Jahrhundert Zwischenstation im Süden der iberischen Halbinsel machten und dort einen Staat namens Vandalusien gegründet hätten.
Der spanische Historiker Joaquín Vallvé führt den Namen Andalusiens auf eine Arabisierung der Bezeichnung Atlantis zurück.
Eine Theorie des Arabisten Heinz Halm aus den 1980er-Jahren leitet al-Andalus von *landa-hlauts ab, dem Namen, den die Westgoten der früheren römischen Provinz (Hispania) Baetica gegeben haben sollen – „das per Los verteilte Land“. Als Beleg führt Halm den offiziellen lateinischen Namen des westgotischen Spaniens an: Gothica Sors, was sich in etwa mit „Gotenlos“ oder „Los der Goten“ übersetzen lässt, was er wiederum eigenständig mit *landa-hlauts ins Gotische rückübersetzt. Die Mauren hätten nach der Eroberung Spaniens in Form phonetischer Lautnachahmung daraus al-Andalus gemacht.
Eine eingehendere Untersuchung aus dem Jahre 2002 lässt es als plausibel erscheinen, dass Andaluz’ der ursprüngliche altiberische, und damit noch vorrömische Name der heutigen Insel Isla de Tarifa an der Straße von Gibraltar, und damit am äußersten südlichen Zipfel Spaniens ist, denn die Anfangssilbe And- sowie die Schlusssilbe -uz sind extrem häufig in vorrömisch-iberischen Ortsnamen. Zwei- bis dreihundert Jahre nach der maurischen Eroberung Spaniens berichtet dann erstmals eine arabische Quelle von der Insel al-Andalus, die seit der Eroberung Spaniens samt der Stadt Tarifa den Namen von Tāriq ibn Ziyād, ihrem Eroberer aus dem Jahr 711, bekommen habe. Ihr arabischer Name wäre nach dieser Theorie zunächst Ǧazīrat al-Andalus „(Halb-)Insel Andalus“ gewesen, der sich dann, wie die arabische Quelle fortfährt, als pars pro toto mit der (ein Jahr später beginnenden) Eroberung des iberischen Festlands auf den gesamten arabischen Herrschaftsbereich in Hispanien ausgedehnt habe.

## Sprache
Alltagssprache ist Andalusisch (spanisch andaluz), ein Dialekt der spanischen Sprache. Im Hinblick auf die Phonetik ist das Andalusische eine der ausgeprägtesten Varietäten des Spanischen und als solche für Spanischsprachige aus anderen Regionen leicht zu erkennen. Es zeichnet sich unter anderem durch das Verschlucken oder Aspirieren der Buchstaben „s“ oder „d“ in der Mitte oder am Ende bestimmter Wörter aus. Das Diminutiv -illo/a am Ende eines Namens statt des üblichen -ito/a ist oft zu hören. Im Allgemeinen wird das Diminutiv wesentlich öfter verwendet als im restlichen Spanien. Nach der umstrittenen Andalucismo-These hat das Andalusische die Umgangssprache Lateinamerikas stark beeinflusst.

## Geschichte
Belegt durch archäologische Funde insbesondere aus der Cueva del Ángel, der Cueva de Ardales und der Cueva Bajondillo war die Region bereits vor der Zuwanderung des anatomisch modernen Menschen (Homo sapiens) von Neandertalern besiedelt.
In Andalusien gibt es noch zahlreiche Megalithbauten der Jungsteinzeit; die spektakulärsten finden sich in der Umgebung der Stadt Antequera. Im westlichen Teil Andalusiens existierte in der ersten Hälfte des ersten vorchristlichen Jahrtausends das antike Königreich Tartessos. Spätestens ab dem 9. Jahrhundert v. Chr. segelten die Phönizier bis zur andalusischen Küste, auch über die Straße von Gibraltar hinaus, und trieben Handel mit der einheimischen Bevölkerung. Viele phönizische Funde aus der Zeit ab ca. 900 v. Chr. in Huelva weisen darauf hin, dass es ein frühes phönizisches Emporion gewesen sein könnte. Nachdem sich die phönizischen Aktivitäten offenbar zunächst auf Handel und das Errichten von Handelsniederlassungen in einheimischen küstennahen Siedlungen beschränkten, gründeten sie ab dem 8. Jahrhundert v. Chr. eigene Siedlungen. Eine frühe phönizische Kolonie war Gades (Gadir), das heutige Cádiz, das später zur bedeutendsten phönizischen bzw. karthagischen Stadt Andalusiens aufsteigen sollte. Bis zum Ausbruch des ersten punischen Krieges 264 v. Chr. eroberte Karthago nach und nach ganz Andalusien, verlor aber nach Ausbruch des Krieges die meisten Gebiete wieder. Zwischen dem ersten und zweiten punischen Krieg nahm es auf Betreiben der Barkiden Andalusien erneut ein, bis es gegen Ende des zweiten punischen Krieges schließlich von den Römern erobert wurde.
Das heutige Andalusien gehörte zunächst zur Provinz Hispania ulterior und ist in seiner Fläche weitgehend deckungsgleich mit der durch Augustus eingerichteten römischen Provinz Baetica, benannt nach dem Großen Fluss Baetis (auch: Betis), dem Araber später seinen bis heute bestehenden Namen Guadalquivir (arab. (al-)Wad al-kabir, ‚großer Fluss‘) gaben. Die Baetica reichte im Norden in die heutige Extremadura hinein, mit dem Guadiana als Begrenzung zur Lusitania, wohingegen der äußerste Osten Andalusiens zunächst zur Hispania citerior, nach Augustus zur Hispania Tarraconensis und nach deren Teilung zur Carthaginiensis gehörte.
Zu Zeiten der römischen Herrschaft in Hispanien lernten die Andalusier schnell die lateinische Sprache und vertrugen sich recht gut mit den römischen Legionären. Die in Hispanien stationierten Truppen überwinterten mit Vorliebe in diesem wärmsten Teil der Iberischen Halbinsel. In der fruchtbaren Ebene des Guadalquivir wurden schließlich zahlreiche römische Niederlassungen gegründet, aus denen sich später große Städte nach römischem Vorbild entwickelten. So wurde Andalusien zu einer urbanen Region, und viele Bewohner dieses Landstriches wurden römische Staatsbürger. Außerdem richteten die Römer Schiffverbindungen über Flüsse und Meereshäfen ein und bauten und befestigten überregionale Straßen, um Gemüse und Obst nach Italien und in andere Provinzen zu bringen. Auch das Christentum fasste hier im 4. Jahrhundert Fuß.

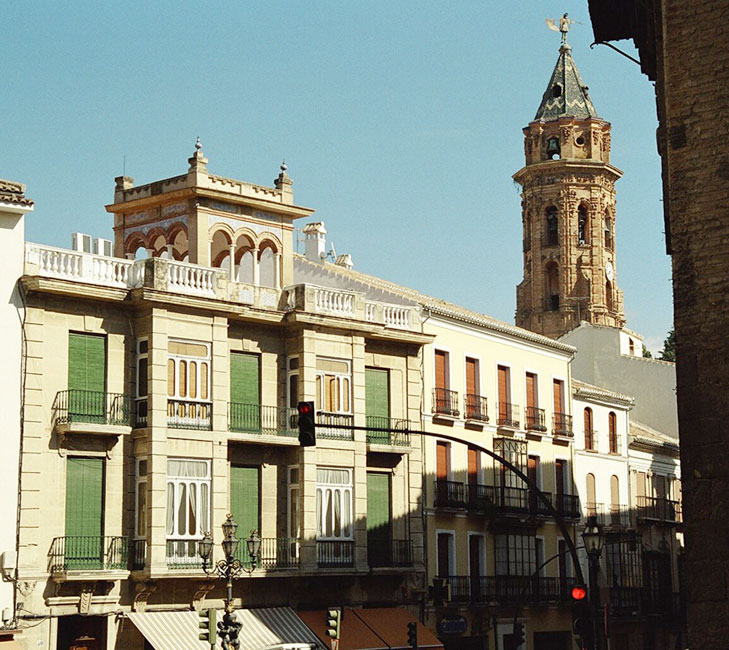
Antequera

In der Spätantike, als das Weströmische Reich Auflösungserscheinungen zeigte, fielen zu Beginn des 5. Jahrhunderts Vandalen und andere germanische Stämme in Hispanien ein. Nach der Mitte des 5. Jahrhunderts eroberten die Westgoten Hispanien und begründeten das Toledanische Reich 507–725 mit der Hauptstadt Toledo. Im 6. Jahrhundert wurden Teile Andalusiens von den Oströmern übernommen, die sich jedoch zu Beginn des 7. Jahrhunderts zurückziehen mussten. Im Jahr 711 überquerten die Mauren die Meerenge und eroberten binnen weniger Jahre den Großteil des Westgotenreichs (siehe auch al-Andalus, Geschichte Spaniens, Islamische Expansion).
Andalusien stand von allen spanischen Regionen am längsten unter islamischer Herrschaft. Ihre Blüte erreichte diese unter dem Emirat von Córdoba, dem Kalifat von Córdoba sowie den Nasriden im Emirat von Granada. Die Einflüsse der Muslime sind vor allem in der Architektur zu sehen, unter anderem die Alhambra in Granada, die Mezquita von Córdoba und die Giralda in Sevilla. Die Herrschaft der Mauren in Spanien wurde durch die Eroberung des Königreiches Granada 1492 beendet (vergleiche auch: Geschichte Spaniens).
Trotz aller Garantien der Religionsfreiheit, die im Vertrag von Granada (1491) gewährt wurden, begann bald (formell 1502) die Zwangsbekehrung der Mudejaren durch die Katholische Kirche und die Enteignung der muslimischen religiösen Institutionen.
Als König Ferdinand 1516 starb, erbte sein Enkel Karl I. die Krone Aragon. Dadurch wurden die Kastilien und Aragon politisch vereint, Karl wurde erster König Spaniens (und 1519 als Karl V. auch römisch-deutscher Kaiser).
Ein Aufstand der Morisken in den südlich von Granada gelegenen Alpujarras und in der östlich gelegenen „Senke von Baza“ unter der Führung von Abén Humeya gegen die spanische Unterdrückung (1569–1571) führte dazu, dass viele Morisken in die Gebiete Kastiliens und Aragoniens umgesiedelt oder nach Nordafrika vertrieben wurden.
Die Stadt Sevilla wurde im 16. und 17. Jahrhundert zum Seehandelszentrum Spaniens. Während dieser Zeit besaß der Hafen von Sevilla das Monopol über den Handel mit Übersee. Amerigo Vespucci und Ferdinand Magellan planten und starteten hier ihre Entdeckungsreisen. Die Casa de Contratación de las Indias wurde 1503 von den Katholischen Königen Isabella I. von Kastilien und Ferdinand II. von Aragón gegründet, um die wirtschaftlichen Beziehungen zu Amerika (damals Westindien) zu überwachen; in der ehemaligen Börse von Sevilla, der Casa Lonja de Mercaderes, ist bis heute das Indienarchiv untergebracht. Auch kulturell war die Stadt bedeutend: die Maler Murillo und Vélazquez sind in Sevilla geboren.
Nach dem Ende des Spanischen Erbfolgekrieges (1701–1714) löste König Philipp V. die Institutionen der alten Königreiche auf. In den Decretos de Nueva Planta wurde Spanien durch die Bourbonen in einen Zentralstaat umgewandelt. Sevilla verlor im Jahr 1717 Teile seines Handelsmonopols an Cádiz, da Sevilla die Habsburger unterstützt hatte. 1778 verloren Sevilla und Cádiz ihre Vorrechte als Monopolhäfen für den Handel mit den spanischen Kolonien.
Trotzdem wurde nach den Napoleonischen Kriegen im 19. Jahrhundert eine wirtschaftliche Blüte Andalusiens erreicht, wie etwa mit den Altos Hornos de Marbella. Gegen Ende des 19. Jahrhunderts waren zudem etwa 70.000 Menschen im südspanischen Bergbau beschäftigt, dessen Minen vor allem in der Provinz Huelva, im östlichen Andalusien und in der Region Murica zur Bildung von Minenstädten führte.
Andalusiens wirtschaftlicher Abstieg begann, als das andalusische Kapital gegen Ende des 19. Jahrhunderts vor allem auf Landbesitz und Agrarproduktion setzte, die auf die Verfügbarkeit billiger Tagelöhner angewiesen war. Diese organisierten sich in Andalusien besonders in der 1910 gegründeten anarchosyndikalistischen Gewerkschaft Confederación Nacional del Trabajo (CNT), die in den nächsten Jahrzehnten für eine radikale Umwälzung der Eigentumsverhältnisse auf dem Land kämpfte. Nach dem Spanischen Bürgerkrieg (1936–1939) waren die andalusischen Großgrundbesitzer eine der wichtigsten Stützen der Diktatur General Francos. Nach Francos Tod im Jahr 1975 begann die transición, der Übergang zur Demokratie. Andalusien ist seit 1982 autonome Gemeinschaft des nun demokratischen Spaniens.
Bis 1995 gehörten die Städte Ceuta (bis dahin Teil der Provinz Cádiz) und Melilla (bis dahin Teil der Provinz Málaga) zu Andalusien. Seither genießen sie jeweils den Status einer autonomen Stadt.

## Politik

### Parlament

Sitzverteilung im Regionalparlament (1982–2012)

Seit dem Inkrafttreten des Autonomiestatuts im Jahr 1982 haben elf Wahlen zum andalusischen Regionalparlament stattgefunden. Bis zum Jahr 2008 wurde die sozialdemokratische PSOE bei allen Wahlen stärkste Partei, wobei sie fünfmal die absolute Mehrheit in der aus 109 Abgeordneten bestehenden Kammer erzielen konnte. Im Jahr 2012 wurde die konservative PP erstmals stärkste Kraft. Einzige Regionalpartei von einiger Bedeutung war die linksorientierte Partido Andalucista (PA), die durchgehend von der I. bis zur VII. Legislatur im Parlament vertreten war, bei den Wahlen im Jahr 2008 aber den Einzug in die Kammer erstmals verpasste. Seitdem spielte die Partei keine große Rolle mehr in Andalusien.
Bei den vorgezogenen Wahlen im Jahr 2015 wurde die PSOE wieder stärkste Kraft, verfehlte aber erneut die absolute Mehrheit. Erstmals schafften es die beiden Protestparteien Podemos und Ciudadanos in das andalusische Parlament.
Nach der Wahl von 2018 kam es erstmals zu einer Regierung ohne Beteiligung der PSOE. Zwar hatten sowohl diese wie auch die PP deutliche Verluste zu verzeichnen, die mit 11 Prozent erstmals in das Parlament eingezogene rechtspopulistische Vox unterstützt aber eine Minderheitsregierung aus PP und Ciudadanos.
Die Ergebnisse im Einzelnen:
| Wahlen | Wahlen | PSOE    | PSOE  | PP      | PP    | IU      | IU     | PA      | PA    | Podemos | Podemos | Ciudadanos | Ciudadanos | UCD     | UCD   | VOX     | VOX   | Sitze gesamt |
| Wahlen | Wahlen | Stimmen | Sitze | Stimmen | Sitze | Stimmen | Sitze  | Stimmen | Sitze | Stimmen | Sitze   | Stimmen    | Sitze      | Stimmen | Sitze | Stimmen | Sitze | Sitze gesamt |
| ------ | ------ | ------- | ----- | ------- | ----- | ------- | ------ | ------- | ----- | ------- | ------- | ---------- | ---------- | ------- | ----- | ------- | ----- | ------------ |
| I      | 1982   | 52,56 % | 66    | 17,03 % | 17    | 8,53 %  | 8      | 5,38 %  | 3     |         |         |            |            | 13,05 % | 15    |         |       | 109          |
| II     | 1986   | 47,22 % | 60    | 22,26 % | 28    | 17,88 % | 19     | 5,88 %  | 2     |         |         |            |            |         |       |         |       | 109          |
| III    | 1990   | 50,12 % | 62    | 22,40 % | 26    | 12,80 % | 11     | 10,86 % | 10    |         |         |            |            |         |       |         |       | 109          |
| IV     | 1994   | 38,71 % | 45    | 34,36 % | 41    | 19,14 % | 20     | 5,79 %  | 3     |         |         |            |            |         |       |         |       | 109          |
| V      | 1996   | 44,05 % | 52    | 33,96 % | 40    | 13,97 % | 13     | 6,66 %  | 4     |         |         |            |            |         |       |         |       | 109          |
| VI     | 2000   | 44,32 % | 52    | 38,02 % | 46    | 8,11 %  | 6      | 7,43 %  | 5     |         |         |            |            |         |       |         |       | 109          |
| VII    | 2004   | 50,36 % | 61    | 31,78 % | 37    | 7,51 %  | 6      | 6,16 %  | 5     |         |         |            |            |         |       |         |       | 109          |
| VIII   | 2008   | 48,41 % | 56    | 38,45 % | 47    | 7,06 %  | 6      | 2,76 %  | 0     |         |         |            |            |         |       |         |       | 109          |
| IX     | 2012   | 39,56 % | 47    | 40,67 % | 50    | 11,35 % | 12     | 2,50 %  | 0     |         |         |            |            |         |       |         |       | 109          |
| X      | 2015   | 35,43 % | 47    | 26,76 % | 33    | 6,89 %  | 5      | 1,53 %  | 0     | 14,84 % | 15      | 9,28 %     | 9          |         |       | 0,46 %  | 0     | 109          |
| XI     | 2018   | 27,94 % | 33    | 20,75 % | 26    | [ 15 ]  | [ 15 ] |         |       | 16,19 % | 17      | 18,28 %    | 21         |         |       | 10,96 % | 12    | 109          |

### Regierung
Von 1982 bis 2019 kamen alle Ministerpräsidenten (Presidentes de la Junta) aus den Reihen der PSOE, wobei von 1996 bis 2004 eine Koalition mit der PA und von 2012 bis 2015 eine Koalition mit der IU bestand und sie in den übrigen Legislaturperioden allein regierte.
Im Einzelnen:
| Legislaturperiode | Zeitraum  | Ministerpräsident             | Partei | Bemerkungen          |
| ----------------- | --------- | ----------------------------- | ------ | -------------------- |
| I                 | 1982–1984 | Rafael Escuredo Rodríguez     | PSOE   |                      |
| I                 | 1984–1986 | José Rodríguez de la Borbolla | PSOE   |                      |
| II                | 1986–1990 | José Rodríguez de la Borbolla | PSOE   |                      |
| III               | 1990–1994 | Manuel Chaves                 | PSOE   |                      |
| IV                | 1994–1996 | Manuel Chaves                 | PSOE   | Minderheitsregierung |
| V                 | 1996–2000 | Manuel Chaves                 | PSOE   | Koalition PSOE/PA    |
| VI                | 2000–2004 | Manuel Chaves                 | PSOE   | Koalition PSOE/PA    |
| VII               | 2004–2008 | Manuel Chaves                 | PSOE   |                      |
| VIII              | 2008–2009 | Manuel Chaves                 | PSOE   |                      |
| VIII              | 2009–2012 | José Antonio Griñán Martínez  | PSOE   |                      |
| IX                | 2012–2013 | José Antonio Griñán Martínez  | PSOE   | Koalition PSOE/IU    |
| IX                | 2013–2015 | Susana Díaz                   | PSOE   | Koalition PSOE/IU    |
| X                 | 2015–2019 | Susana Díaz                   | PSOE   |                      |
| XI                | 2019–     | Juan Manuel Moreno Bonilla    | PP     | PP/Ciudadanos        |

### Wappen
Das Wappen Andalusiens zeigt die Figur des jungen Herakles zwischen den zwei Säulen des Herakles, welche der Tradition nach die Meerenge von Gibraltar bilden. Zu Füßen trägt er eine Inschrift, die lautet: „Andalucía por sí, para España y la Humanidad“ (deutsch: „Andalusien für sich, für Spanien und die Menschheit“). Beide Säulen werden mit einem Bogen geschlossen, auf dem geschrieben steht: „Dominator Hercules Fundator“ (deutsch: „Herrscher Herkules der Gründer“).

## Wirtschaft
Im Vergleich mit dem Bruttoinlandsprodukt der Europäischen Union ausgedrückt in Kaufkraftstandards erreichte Andalusien 2015 einen Index von 66 (EU-27:100). Insgesamt wurde ein Bruttoinlandsprodukt von 143,8 Mrd. Euro erwirtschaftet. Einige Wirtschaftszweige, insbesondere die Landwirtschaft und die Bauwirtschaft (Ausbau von Straßen und andere Investitionen in das Verkehrsnetz) sind hochsubventioniert. In drei Jahrzehnten (1986 trat Spanien der EU bei) flossen mehr als 85 Milliarden Euro an Subventionen und Transferleistungen seitens der EU und des spanischen Staates nach Andalusien.
Mit einem Wert von 0,853 erreicht Andalusien Platz 14 unter den 17 autonomen Gemeinschaften Spaniens im Index der menschlichen Entwicklung.
Andalusien wurde von Weltfinanzkrise 2007–2008 stark getroffen, in deren Folge die Arbeitslosenquote im ersten Quartal 2013 ihren Höchststand von 36,8 % erreichte und damit ca. 10 Prozentpunkte über der Quote für Spanien insgesamt lag, was auch allgemein stark von der Finanzkrise getroffen war. Seitdem ist die Arbeitslosenquote abgesehen von der COVID-19-Pandemie in einem sinkenden Trend: 2017 lag die Arbeitslosenquote bei 25,5 %. Im letzten Quartal 2023 sank sie auf 17,6 %; dabei besteht jedoch nach wie vor eine sehr starke Jugendarbeitslosigkeit von 40,0 % (unter 25 Jahre). Überdurchschnittlich betroffen davon sind die jungen Männer (59,7 % für Männer unter 20 Jahre, 47,5 % für Frauen unter 20 Jahren; 39,1 % für Männer 20 bis 24 Jahre, 33,7 % für Frauen 20 bis 24 Jahre). In den darüber liegenden Altersklassen ist die Arbeitslosenquote hingegen bei Frauen höher als bei Männern.

### Landwirtschaft
Die Gesellschaft Andalusiens ist seit Generationen hauptsächlich agrarisch geprägt. 45,64 Prozent des Territoriums Andalusiens werden landwirtschaftlich genutzt.
Die Kulturen des Trockenlandes (unbewässert) sind für große Teile des Landes landschaftsprägend: Getreide und Sonnenblumen werden besonders in den großen Ackerländern des Tales des Guadalquivir angebaut sowie in den Hochebenen von Granada und Almería.

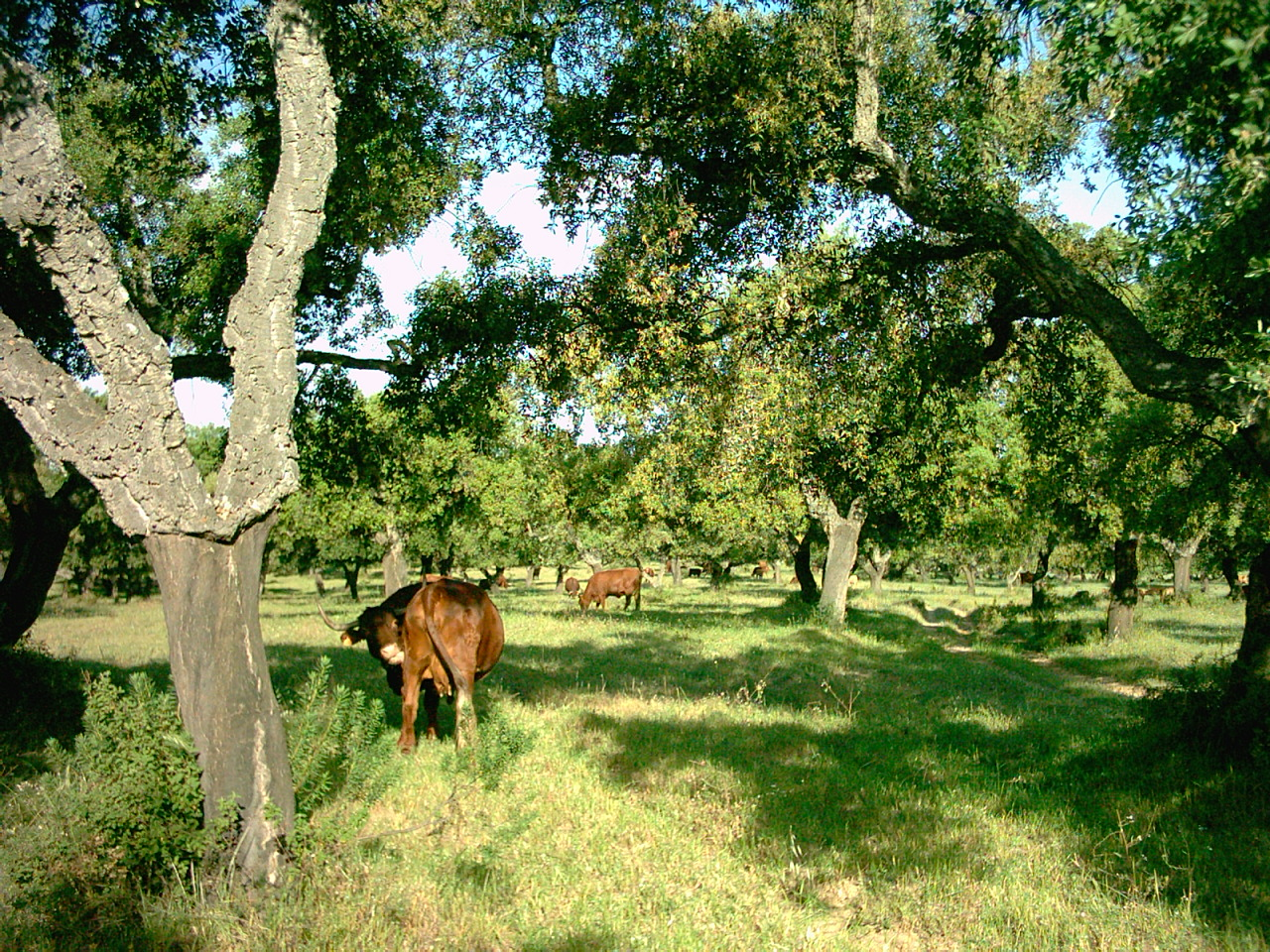
Viehweide Dehesa (Huelva) mit Korkeichen mit teilweise abgeschälter Borke

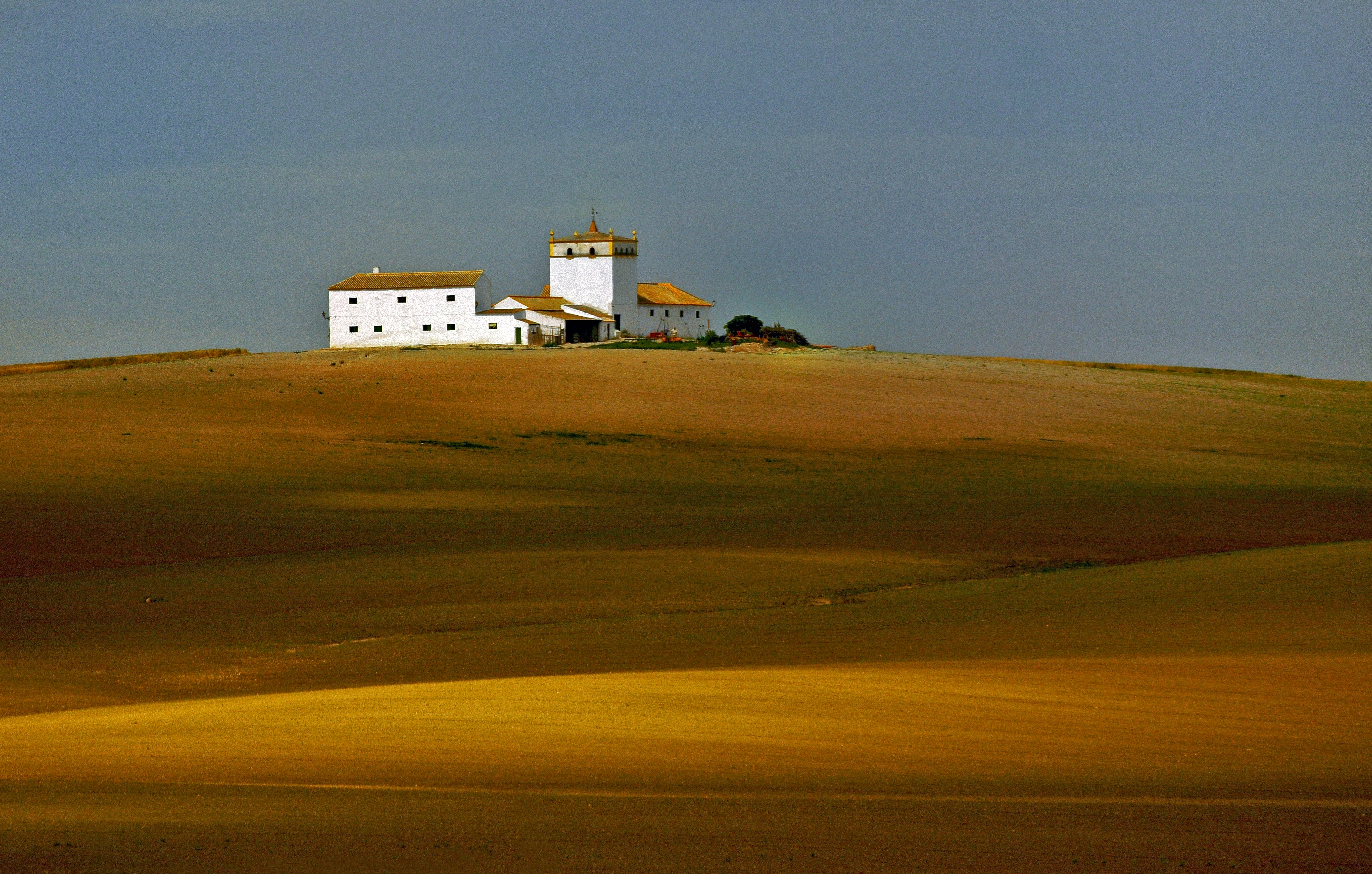
Bauernhof in Andalusien

Bei den Holzkulturen spielt vor allem der Olivenbaum eine Rolle, der bevorzugt bei Córdoba und Jaén verbreitet ist. Andalusien ist für knapp ein Drittel der Weltproduktion von Olivenöl verantwortlich. Der Mandelbaum hingegen ist in den Hochebenen von Granada und Almería zu finden. Die Weinrebe wird extensiv in einigen Zonen wie Marco de Jerez, El Condado de Huelva, Montilla-Moriles und in Málaga kultiviert. Feigenkulturen sind weniger verbreitet als in Kastilien.
Bewässerungswirtschaft ist traditionell bevorzugt in den Auen des Guadalquivir und des Genil anzutreffen. Auf bewässerten Feldern werden in Andalusien Mais, Reis, Gemüse und Blumen angebaut, bei Huelva Erdbeeren. Plantagen liefern Zitrusfrüchte und Baumwolle. Ebenso spielt sie in jüngster Zeit für den Anbau von tropischen Früchten an der Costa del Sol und Costa Tropical eine bedeutende Rolle. Dabei handelt es sich um das bedeutendste frostfreie Anbaugebiet Europas, welches den Anbau von Avocados, Mangos, Cherimoyas, Maracujas und Bananen ermöglicht. Zudem wird dort und in der weiter östlich liegenden Costa de Almería auf zusammenhängenden 31. 000 Hektar hochintensiv Gemüse in Gewächshauskultur unter Plastikfolie angebaut, da aufgrund des frostfreien Klimas so auch im Winter für den gesamten europäischen Markt produziert werden kann. Aufgrund des mittlerweile erschöpften Grundwassers wird vermehrt auf Meerwasserentsalzungsanlagen gesetzt. Es kommt aufgrund des hohen Bedarfs an Arbeitskräften in großem Umfang zur illegalen prekären Beschäftigung von Migranten ohne Aufenthaltsstatus und dadurch auch zur Entstehung von Slums.
Gemessen am Umsatz ist die produktivste und wettbewerbsfähigste Landwirtschaft in Andalusien an den Küsten- oder Flussbereichen sowie auf sandigem Boden, wie etwa in Almería und Huelva, anzutreffen. Die ökologische Landwirtschaft erfährt eine breite Entwicklung durch den Export in europäische Länder und eine beginnende Nachfrage in Spanien selbst.

### Viehzucht, Jagd und Forstwirtschaft
Die Viehzucht hat eine lange Tradition, obwohl sie momentan hauptsächlich auf Weiden im Gebirge beschränkt ist. Daher hat der Viehzuchtsektor einen eher marginalen Platz in der Wirtschaft Andalusiens. Er trägt nur 15 Prozent zur gesamten Agrarproduktion Andalusiens bei im Gegensatz zu durchschnittlich 30 Prozent in Spanien.
Die Jagd dient nicht mehr hauptsächlich der Beschaffung von Fleisch, sondern hat sich zu einer Freizeitaktivität in den Bergregionen gewandelt, wo sie eine ergänzende Aktivität zur Viehzucht geworden ist.
50 % des Territoriums Andalusiens bestehen aus Wald, und dementsprechend haben Waldflächen eine besondere Bedeutung.
Vor allem sind sie wichtig zum Binden des Bodens, zur Wasserregulierung und zum Erhalt der Flora und Fauna. Die Baumsorten zur wirtschaftlichen Holznutzung sind hauptsächlich der Eukalyptus in Huelva, die Pappel in Granada und die Korkeiche in Sierra Morena. Die meisten Naturschutzgebiete Europas besitzt Andalusien.

### Fischerei

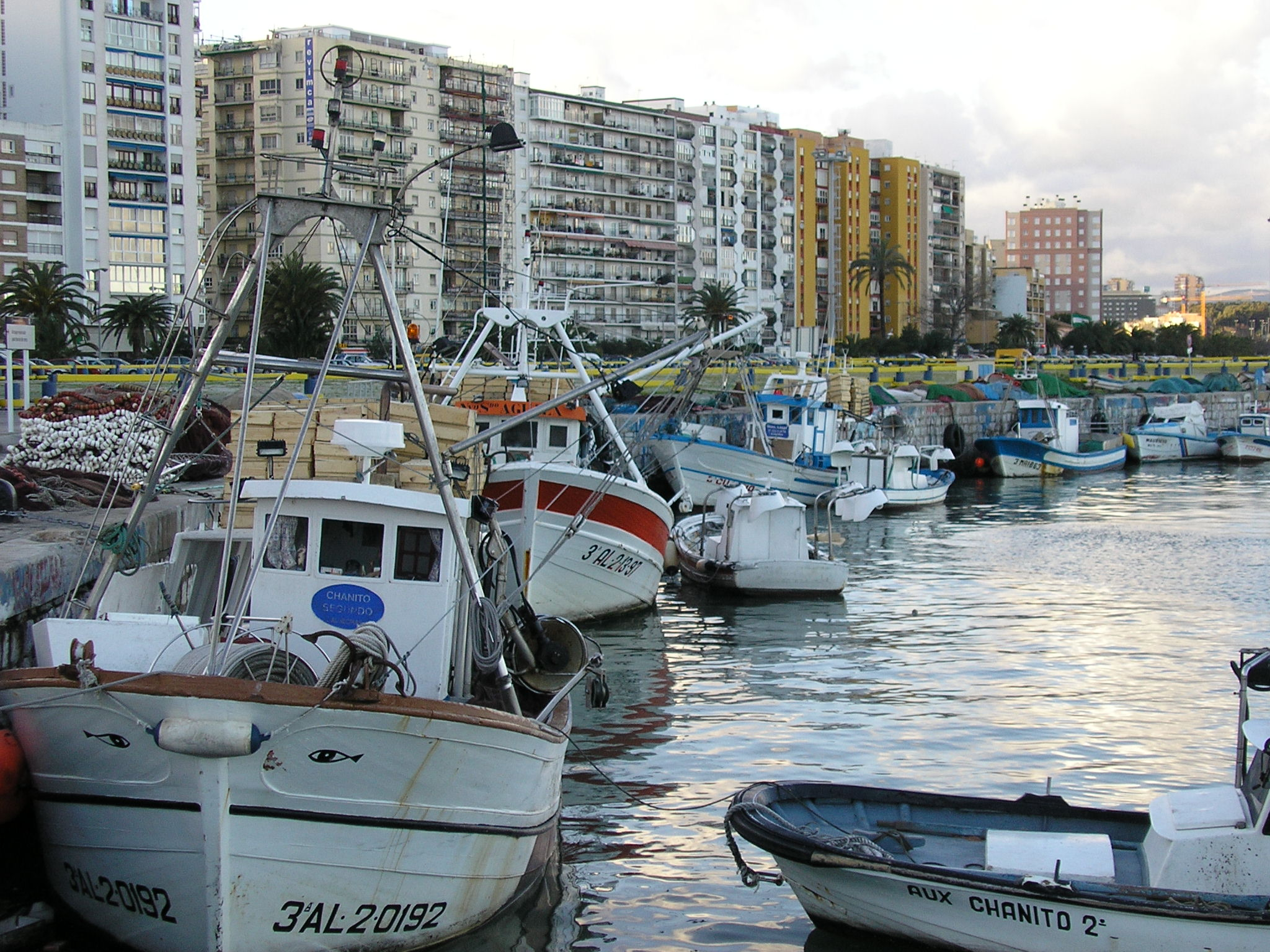
Fischereihafen von Algeciras.

Die Fischerei ist eine traditionelle Tätigkeit an den Küsten Andalusiens, die einen Beitrag zur Ernährung der Andalusier leistet.
Darin eingeschlossen ist die Gastronomiekultur mit beispielsweise Backfisch (pescaito frito), weiße Garnelen und Thunfisch. Die Fischereiflotte Andalusiens ist die zweitgrößte Spaniens nach der von Galicien und die Nummer eins nach der Anzahl der Häfen mit 38.
Der Fischereisektor trägt nur 0,52 % zur Agrarproduktion Andalusiens bei. Dennoch hat die Fischerei starke lokale Bedeutung. So ist beispielsweise in Punta Umbría 70 % der Bevölkerung in der Fischerei beschäftigt. In den Städten an der Costa de la Luz ist außerdem der Thunfischfang mit der traditionellen Almadraba immer noch ein wichtiger Bestandteil der Fischereikultur. Durch jährliche Aktivitäten wie die Ruta del Atún, bei der Restaurants aus Conil de la Frontera, Barbate und Tarifa ihre besten Thunfischtapas anbieten, wird gemeindeübergreifend für die heimischen Spezialitäten geworben.
Das Nichteinhalten der Bestimmungen gegen das Schleppnetzfischen, die Verschmutzung der urbanen Küstengebiete, die Zerstörung
des Lebensraumes durch Baumaßnahmen (zum Beispiel Bau von Sporthäfen, Änderungen im Mündungsverlauf von Flüssen) und der Fischmangel
durch Überfischung haben zur Situation einer permanenten Krise der Fischerei Andalusiens geführt. Deshalb entwickeln sich
die Aquakultur und die Fischzuchtanlagen im Inneren Andalusiens mit großer Geschwindigkeit.

### Bergbau
In Andalusien wird auch Bergbau betrieben. Im sogenannten Pyritgürtel (spanisch cinturón pirítico) wird neben Pyrit auch Kupfer gefördert. Weitere Kupfervorkommen befinden sich in der Nähe der Stadt Rio Tinto und nördlich von Cordoba. Blei gibt es ebenfalls nördlich von Cordoba sowie bei Linares und La Carolina. Silber wird beim Rio Tinto und in Guadalcanal abgebaut. 

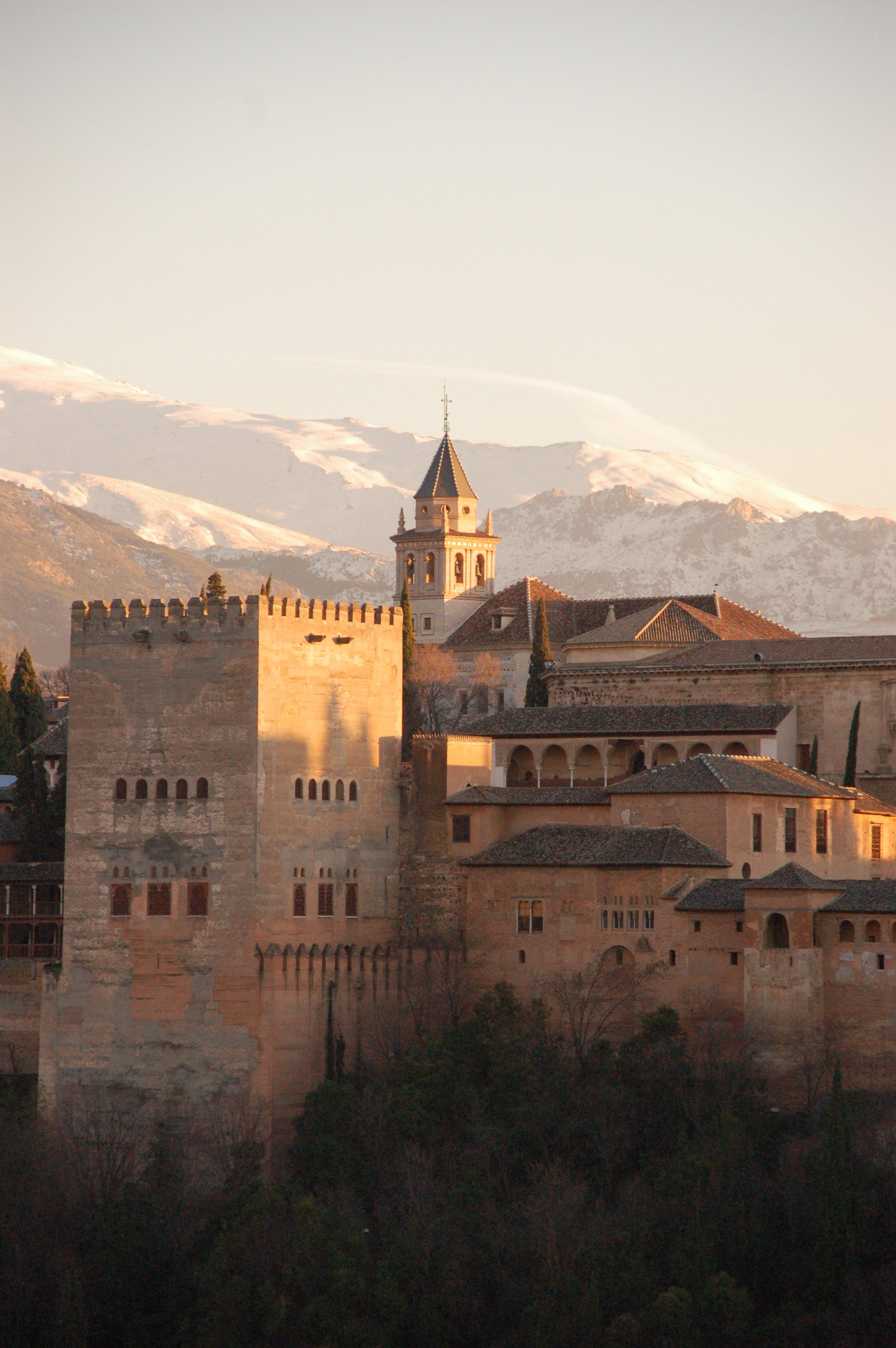
Die Alhambra in Granada

### Tourismus
Andalusien gehört zu den Regionen Spaniens, in denen der Tourismus von besonders großer wirtschaftlicher Bedeutung ist. Die meisten Touristen reisen mit dem Flugzeug an. Der größte Flughafen Andalusiens befindet sich in Málaga. Badeurlauber bevorzugen die Costa del Sol am Mittelmeer, Windsurfer die Costa de la Luz am Atlantik. Ziele der Sightseeing-Touristen sind vor allem die maurischen Bauwerke in Córdoba sowie die Alhambra in Granada, die Weißen Dörfer bei Ronda sowie auch die Grabstätte des Christoph Kolumbus und die vielen Sehenswürdigkeiten in Sevilla. Ebenfalls sehenswert ist der Nationalpark Las Alpujarras in der Sierra Nevada, der zweithöchsten Gebirgskette Europas.
Prominente wie Orson Welles und Ernest Hemingway, der 1959 und 1960 jeweils ein Vierteljahr in Churriana lebte, machten den Süden Spaniens auch international bekannt.

### Energieproduktion
Als eine der südlichsten Regionen Europas hat Andalusien ein großes Potential zur Nutzung der Sonnenenergie. Die Solaranlage Plataforma Solar de Almería (PSA) ist Europas größtes Sonnenkraftwerk. Auch in der Nähe von Sevilla ist eine große Solaranlage in Betrieb.
Rund um Tarifa nutzen Windparks die bei Surfern beliebten Winde Poniente und Levante. Auch die Provinzen Málaga und Almería haben großen Anteil an der Stromerzeugung durch Windparks. Andalusien war 2016 nach Kastilien und León und Kastilien-La Mancha mit 153 Windparks und einer installierten Leistung von rund 3,3 Gigawatt Spaniens drittgrößter Produzent von Windenergie.

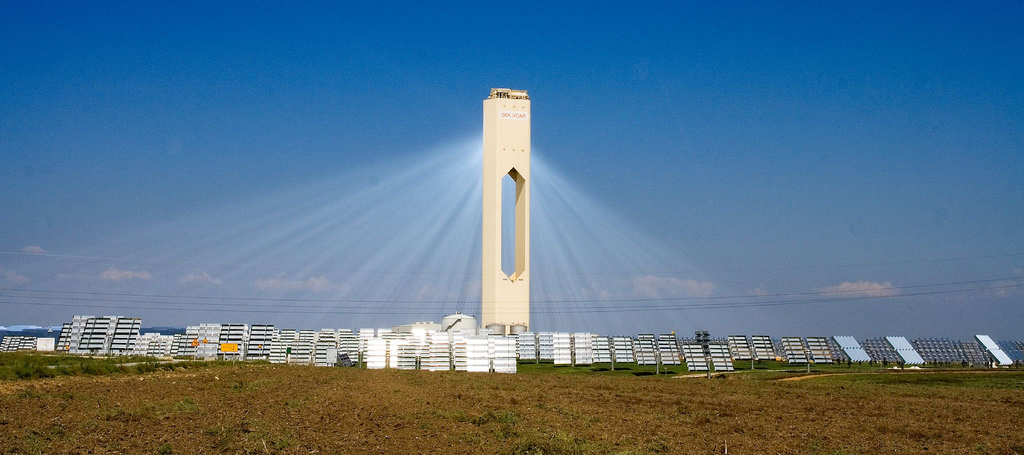
Das 11-MW-Solarkraftwerk „PS10“ bei Sevilla
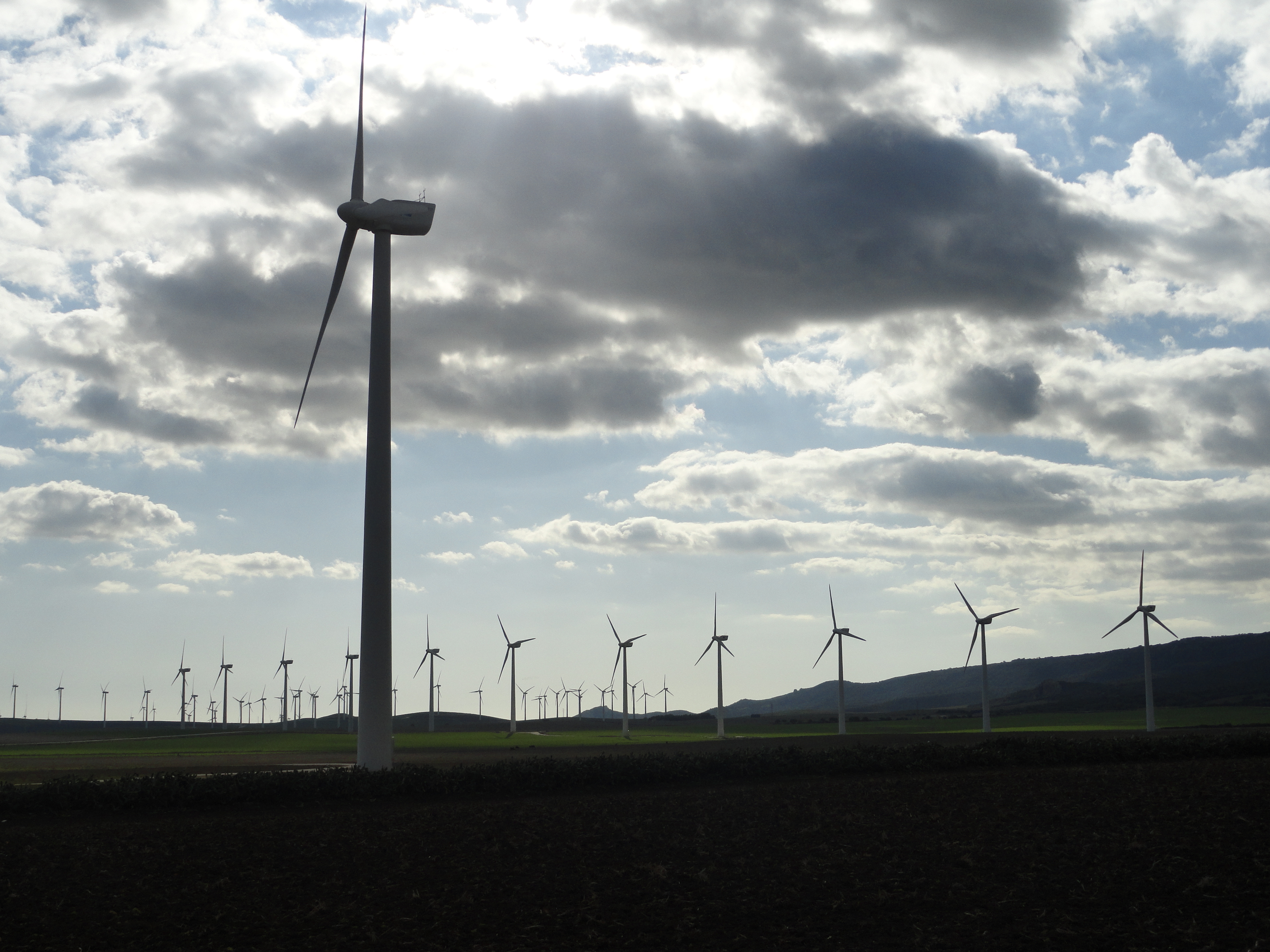
Windpark in Andalusien

## Sport

### Fußball
Der erfolgreichste Verein Andalusiens ist der FC Sevilla, der eine spanische Meisterschaft gewann, fünfmal im nationalen Pokalwettbewerb, der Copa del Rey, erfolgreich war und auf europäischer Ebene fünfmal und damit so oft wie kein anderer Verein den UEFA-Pokal bzw. die Europa League gewann. Ebenfalls einmal spanischer Meister wurde Betis Sevilla, zudem gewann der Verein zweimal die Copa del Rey und qualifizierte sich mehrfach für europäische Wettbewerbe. Die Duelle beider Vereine aus Sevilla werden auch als Derbi sevillano bezeichnet. Auch der FC Málaga spielte bereits im Europapokal. Neben diesen drei Vereinen waren weitere acht Vereine mehr oder minder lange in der Primera División, der höchsten spanischen Liga, vertreten und somit ist Andalusien die Region Spaniens, aus der bisher die meisten verschiedenen Vereine an der höchsten Spielklasse des spanischen Fußballs teilgenommen haben. In der Saison 2019/20 spielen mit den beiden Vereinen aus Sevilla und dem FC Granada drei Vereine in der Primera División, weitere drei sind in der zweitklassigen Segunda División vertreten.
Die spanische Nationalmannschaft hat in ihrer Historie zahlreiche Länderspiele in Andalusien ausgetragen, meist in Sevilla. Die andalusische Hauptstadt wird bei der Anzahl der ausgetragenen Heimspiele der Nationalmannschaft nur von Madrid übertroffen.
Bei der in Spanien ausgetragenen Weltmeisterschaft 1982 wurden mehrere Spiele in Andalusien ausgetragen. Spielorte waren die Stadien der beiden Vereine aus Sevilla sowie Malaga.

### Golf
Begünstigt durch das ganzjährig angenehme Mittelmeerklima spielt Andalusien im spanischen Golfsport eine herausragende Rolle. Die Costa del Sol ist neben der Region um die Hauptstadt Madrid das Gebiet mit der größten Golfplatzdichte Spaniens. Alleine zwischen Málaga und Gibraltar gibt es mehr als 60 Golfplätze, in ganz Andalusien sind es mehr als 100. Ausdruck dieses Golfschwergewichts ist der Andalusische Golfverband, Real Federación Andaluza de Golf, der dem spanischen Golfverband, Real Federación Española de Golf, untersteht.
Die Costa del Sol war mehrmals Austragungsort von Turnieren der PGA European Tour, der höchsten europäischen Golftour für Berufsspieler. Unbestrittener Höhepunkt war die Austragung des Ryder Cups, dem Kontinentalvergleich zwischen Europa und den USA, 1997 in Valderrama (siehe Valderrama Golf Club), in der Nähe von Gibraltar. Valderrama war in der ersten Dekade des 21. Jahrhunderts auch mehrmals Austragungsort des Volvo Masters, dem Jahresabschlussturniers der European PGA, für das sich nur die 60 besten Golfer der europäischen Preisgeldliste qualifizieren.
Von 2009 bis 2012 wurde das Volvo World Match Play Championship im neuen Modus im Finca Cortesín Golf Club in der Nähe von Málaga ausgetragen.

### Motorsport
In der Nähe von Jerez de la Frontera befindet sich der Circuito de Jerez.

## Infrastruktur

### Eisenbahn
Das Eisenbahnnetz der Renfe ist wie in den meisten Regionen Spaniens nicht sehr dicht, verbindet aber alle wichtigen Städte. Seit 1992 ist die normalspurige (1435 mm) Schnellfahrstrecke Madrid–Sevilla in Betrieb. Diese Strecke wurde anlässlich der Expo 92 in Sevilla gebaut und war die erste Strecke für Hochgeschwindigkeitszüge in ganz Spanien. Seit Ende 2007 ist von ihr abzweigend die Schnellfahrstrecke Córdoba–Málaga in Betrieb.

### Flughäfen
Im Jahr 2014 besitzt Andalusien sechs Flughäfen, fünf davon internationale Flughäfen. Es existiert ein Vorhaben, noch einen Flughafen in Huelva zu bauen. Er wird Flughafen von Antequera heißen und vor allem als Privatflugplatz dienen.
Der Luftverkehr konzentriert sich auf den Flughafen Málaga mit ungefähr 61 % des gesamten Passagieraufkommens Andalusiens. Die zwei Flughäfen Málaga und Sevilla kommen zusammen auf etwa 82 % des gesamten Passagieraufkommens Andalusiens. Die Passagierzahlen von 2013 teilen sich wie folgt auf:
- Flughafen Almería. Er wird vor allem von spanischen Inlandsflügen der Iberia (nach Madrid, Sevilla, Barcelona) und von Billigfluggesellschaften nach England angesteuert. Der moderne Flughafen war 2016 mit einem Passagieraufkommen von 919.808 PAX kaum ausgelastet.
- Flughafen Córdoba. Er wird gerade umgebaut im Einklang mit der Bewerbung von Córdoba als europäische Kulturhauptstadt. 6.955 Passagiere.
- Flughafen Granada-Jaén. Er wird vor allem von Billigfluggesellschaft angeflogen. Er wird gerne von Touristen mit Ziel Granada und der Sierra Nevada genutzt und hat ein Passagieraufkommen von 638.289.
- Flughafen Jerez. Er befindet sich acht Kilometer nordöstlich von Jerez de la Frontera. Er hatte 2019 ein Passagieraufkommen von 1.121.164.
- Flughafen Málaga ist mit mehr als 12,9 Millionen Passagieren der größte in Andalusien (Nr. 3 auf dem spanischen Festland). Die Erweiterung mit einer zweiten Piste und einem dritten Terminal wurde im März 2010 in Betrieb genommen. 2012 umbenannt in „Málaga – Costa del Sol“.
- Flughafen Sevilla, rund 7,5 Millionen Passagiere im Jahr 2019. Der Flughafen wurde für die Weltausstellung 1992 umgebaut.

## Medien
Die Agencia Pública Empresarial de la Radio y Televisión de Andalucía (RTVA) ist Andalusiens öffentlich-rechtliche Sendergruppe.
Unter dem Namen Canal Sur werden folgende regionale Fernseh- und Hörfunkprogramme ausstrahlt:
| Programme der RTVA-Sendergruppe | Programme der RTVA-Sendergruppe |
| TV                              | Radio                           |
| ------------------------------- | ------------------------------- |
| Canal Sur                       | Canal Sur Radio                 |
| Canal Sur 2                     | Canal Fiesta                    |
| Andalucía Televisión            | Radio Andalucía Información     |
| Canal Sur 4K                    | Radio Flamenco (Webradio)       |

## Hymne
Die Melodie der Hymne Andalusiens wurde von José del Castillo Díaz zum Text von Blas Infante komponiert. Seit 1981 ist sie offizielle Hymne Andalusiens.
| Originaltext: La bandera blanca y verde, vuelve tras siglos de guerra. A decir Paz y Esperanza, bajo el sol de nuestra tierra. ¡Andaluces, levantaos! ¡Pedid tierra y libertad! Sea por Andalucía libre, España y la Humanidad. Los andaluces queremos volver a ser lo que fuimos. Hombres de luz que a los hombres, Alma de hombres les dimos. ¡Andaluces, levantaos! ¡Pedid tierra y libertad! Sea por Andalucía libre, España y la Humanidad. | Übersetzung: Die weiß-grüne Fahne kehrt nach Jahrhunderten des Krieges zurück und sagt uns: Friede und Hoffnung unter der Sonne unseres Landes. Andalusier, erhebt Euch! Verlangt nach Land und Freiheit! Für das freie Andalusien, Spanien und die ganze Menschheit. Wir Andalusier wollen wieder das sein, was wir waren: Menschen des Lichts, die den Menschen menschlichen Geist gaben. Andalusier, erhebt Euch! Verlangt nach Land und Freiheit! Für das freie Andalusien, Spanien und die ganze Menschheit. |

Von andalusischen Nationalisten wird España (Spanien) gerne durch los pueblos (die Völker) ersetzt.

## Film
- Reisewege Andalusien – Das Land der Weißen Dörfer. Dokumentation, 45 Minuten, Buch und Regie: Barbara Dickenberger, Produktion: SR, Erstsendung: 28. März 2007